# Litoria australis
Espèce
Synonymes
- Alytes australis Gray, 1842
- Cyclorana australis (Gray, 1842)

Statut de conservation UICN

 LC  : Préoccupation mineure
Litoria australis est une espèce d'amphibiens de la famille des Pelodryadidae.

## Répartition

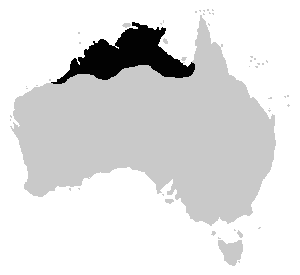
Distribution

Cette espèce est endémique d'Australie. Elle se rencontre du niveau de la mer jusqu'à 500 m d'altitude en Australie-Occidentale dans la région de Kimberley, dans le nord du Territoire du Nord et dans le nord-ouest du Queensland ce qui représente 971 500 km2.

## Habitat
Cette espèce vit dans les plaines inondables, les terres boisées et les prairies.

## Description
Les mâles mesurent de 61 à 81 mm et les femelles de 70 à 105 mm.
Elle a une couleur et des motifs variables. Les adultes peuvent être gris, rose terne ou vert mais le plus souvent, ils sont bruns sur la face dorsale, parfois avec des marques sombres. La peau du dos a des petites excroissances et deux plis longitudinaux, une deuxième paire se trouvant sur les flancs. Le ventre est blanc et finement granuleux. Un trait brun foncé commence à l'extrémité du museau, court à travers le tympan et se termine sur l'épaule. On trouve une barre de couleur similaire sous l'œil et un autre le long de la mâchoire supérieure. Le tympan est partiellement recouvert d'un pli cutané et est bien visible. Le dos des cuisses est de couleur bleu foncé et l'aine est d'un bleu-vert pâle. Les orteils sont légèrement palmés alors que les doigts sont libres.

## Éthologie
Pendant la saison humide, on les voit dans la journée se prélassant sur les sites de reproduction comme les mares temporaires, les ruisseaux ou les zones inondées. On peut entendre les mâles émettre un unk « court » de la fin novembre jusqu'au mois de février. Elles peuvent pondre jusqu'à 7 000 œufs, mais le plus souvent de 100 à 1000, dans des touffes de végétaux. Ces œufs s'enfoncent rapidement dans l'eau après avoir été pondus.

## Publication originale
- Gray, 1842 : Description of some hitherto unrecorded species of Australian reptiles and batrachians. Zoological Miscellany, vol. 2, p. 51-57 (texte intégral).